# Lill-Burtjärnen, Medelpad
Lill-Burtjärnen är en sjö i Sundsvalls kommun i Medelpad och ingår i Selångersåns huvudavrinningsområde. Sjön har en area på 0,0939 kvadratkilometer och ligger 273,3 meter över havet. Sjön avvattnas av vattendraget Selångersån.

## Delavrinningsområde
Lill-Burtjärnen ingår i det delavrinningsområde (692928-155160) som SMHI kallar för Utloppet av Långtjärnen. Medelhöjden är 292 meter över havet och ytan är 6,2 kvadratkilometer. Det finns inga avrinningsområden uppströms utan avrinningsområdet är högsta punkten. Avrinningsområdets utflöde Selångersån mynnar i havet. Avrinningsområdet består mestadels av skog (85 procent). Avrinningsområdet har 0,43 kvadratkilometer vattenytor vilket ger det en sjöprocent på 6,9 procent.